# Ligusterblokspanner
De ligusterblokspanner (Trichopteryx polycommata) is een nachtvlinder uit de familie van de spanners (Geometridae). 

## Kenmerken
De voorvleugellengte bedraagt tussen de 14 en 17 mm. De basiskleur van de voorvleugel is grijs. Over de voorvleugel loopt een bruine dwarsband die halverwege een bocht maakt en aan de voorzijde breder wordt en zich vertakt. Bij sommige exemplaren ontbreekt de vertakking en bevindt zich alleen een lichte vlek in de dwarsband. De achtervleugel is wit.

## Levenscyclus
De ligusterblokspanner gebruikt liguster en es als waardplanten. De rups is te vinden van mei tot juli. De soort overwintert als pop. Er is jaarlijks een generatie die vliegt van eind februari tot en met april.

## Voorkomen
De soort komt verspreid over een groot deel van het Palearctisch gebied voor. De ligusterblokspanner is in Nederland een zeer zeldzame en in België een niet zo gewone soort. 